# Gouberville
Ne doit pas être confondu avec Gourbesville.
Pour l’article homonyme, voir Gilles de Gouberville.
Gouberville est une ancienne commune française du département de la Manche et de la région Normandie, devenue commune déléguée au sein de Vicq-sur-Mer le 1er janvier 2016. Le statut de commune déléguée est supprimée en mars 2020 par décision du conseil municipal.

## Géographie

### Localisation
Gouberville est située au nord-est de la péninsule du Cotentin. 
Les communes limitrophes sont Néville-sur-Mer, Gatteville-le-Phare et Tocqueville.

### Géologie et relief
Son sous-sol est formé de granite. Couvrant 279 hectares, son territoire est le moins étendu du canton de Saint-Pierre-Église

### Milieux naturels et biodiversité
Le littoral de la commune (Bucaille, Hennemare) et l'étang de Gattemare, font partie du site d'importance communautaire Caps et marais arrière-littoraux de la pointe de Barfleur au cap Lévi proposé au réseau Natura 2000.

## Urbanisme
Gouberville est une commune toute en longueur, elle est composée de cinq hameaux se suivant : le Haut de la Rue, Giberprey, Gouberville (le principal avec église et château), Réville, le Bas de la Rue.

## Toponymie
Le nom de la localité est attesté sous les formes Goesbervilla au XIIe siècle,  Gesbervilla sans date, Goisbertvilla en 1198, Goisbervilla en 1221 et vers 1280, Goybervilla en 1332, Goisbervilla en 1351 et en 1352, Goberville en Saire en 1459, Gouberville en 1549, Goberville 1634, Gouberville entre 1612 et 1636.
Il s'agit d'une formation toponymique médiévale en -ville au sens ancien de « domaine rural », dont le premier élément est un anthroponyme selon le cas général,.
François de Beaurepaire propose d'identifier le nom de personne germanique Gausbert(us) qu'il reconnaît également dans Giberville (Calvados, Goisbertivilla) et Gourbesville (Manche, Gausberti villa 1060). Le cartulaire de Montebourg dans un document non daté (XIIe siècle ?) mentionne un certain Roger Goisbert aux environs de Gouberville, dont le patronyme paraît être à l'origine de ce nom de lieu. Gausbert est aussi le nom porté par deux comtes du Maine sous la forme Gauzbert et par un saint Gausbert (Gausbertus) également, religieux né vers 1020 dans les environs de Thiers (Puy de Dôme) ou du Puy-en-Velay (Haute-Loire).

### Micro-toponymie
Le hameau de Réville, avec une formation en -ville également, est peut-être un transfert du nom de Réville  (Regisvilla 1226), « la ferme du rei ou de Lerei », rei étant l'ancienne forme normande du mot roi[réf. nécessaire].
Les noms du littoral Hennemare et Gattemare portent quant à eux des noms d'origine scandinave : Hannimara « mer de Hanni » > Hennemare, Gattomara « mer de Gatto » > Gattemare[réf. nécessaire].

## Histoire

### Préhistoire
Des fouilles, dirigées par Gérard Vilgrain, ont révélé une occupation humaine datée du Moustérien sur le site de La Landenau.

### Moyen Âge et temps modernes
Le fief de Gouberville a appartenu à une ancienne famille dont il est fait mention au XIIe siècle dans un acte de donation à l'abbaye de Montebourg. En effet, après la fondation du prieuré de Néville en 1163, dans une donation faite par Pierre de Beaumont à cette abbaye, on trouve comme témoin Guillaume de Gouberville. En 1240, Jacques de Gouberville, fils de Pierre de Gouberville, est mentionné dans une charte de l'abbaye Notre-Dame du Vœu de Cherbourg. En 1256, Geoffroy de Gouberville, fils de Guillaume, confirme les donations faites par son aïeul Jacques. Le livre noir (1251-1278) cite comme patron de l'église de Gouberville Gaufridus de Guibervilla. La famille de Gouberville se trouve vers la fin du XIVe siècle sans héritier mâle. Une fille épousa en 1392 un certain Guillaume Picot, originaire du Bessin, qui demande et obtient de la Cour des comptes, l'attribution du fief de Gouberville et d'y adjoindre son nom. Son écusson est : « de gueules à la croix ancrée d'argent ».
En 1463, Montfaut qui enquête sur titres de noblesse, pour le compte du roi, en pays bessin, reconnaît noble Guillaume Picot, troisième du nom. À son décès, en 1490, ses deux fils, encore mineurs, sont confiés à leur mère Tassine, en garde noble. Elle meurt en 1517.
Jean, l'aîné de ses deux fils, seigneur de Russy et de Houtteville, choisit la carrière ecclésiastique, gardant les bénéfices de Russy et de Gouberville. Le second fils, Guillaume (v. 1480-1544), quatrième du nom, sire de Gouberville et de Percy, reçut la charge de lieutenant du grand maître des eaux et forêts de Normandie. Il épouse Jeanne du Fou, fille unique de Guillaume du Fou, capitaine du château de Cherbourg et seigneur du Mesnil-au-Val. Jeanne du Fou met au monde Gilles de Gouberville (1521-1578), qui hérite des seigneuries de Gouberville et du Mesnil-au-Val, où il s'installe, François de Sorteval, Guillaume (mort à Paris alors qu'il est étudiant), Louis, Guillonne (mariée à Jean de la Bigne, seigneur du bailliage de Caen), Renée (dame de Saint-Nazer par son mariage avec Jacques du Moncel), et Tassine, qui épousa le sieur des Essarts.
En 1567, Gilles, écuyer, sieur du lieu et du Mesnil-au-Val, est taxé pour ces fiefs de 11 livres dans le rôle des nobles et roturiers, au titre du ban et de l'arrière ban de la vicomté de Coutances, réalisé par Gilles Dancel, seigneur d'Audouville, lieutenant général du bailli de Cotentin, tenu à Coutances les 20-22 octobre. Le fief de Gouberville  qui valait un quart de fief de haubert, était tenu du roi sous la vicomté de Valognes. Mort sans postérité, c'est sa sœur Renée (1519-1594) qui hérite et porte la seigneurie à son époux Jacques du Moncel, qui n'auront qu'une fille, Gillonne du Moncel qui épousera Gilles Boudet. Leur fils aîné, Jean V de Crosville (1575-1630), hérite de la seigneurie de Gouberville. Au début du XVIIe siècle, c'est Jacques-Georges-Jean-Charles de Crosville qui en est le seigneur.

### Époque contemporaine
Gabriel du Mesnildot, qui avait émigré, reprit possession de ses biens et dut affronter, à propos de l'étang de Gattemare, un procès contre les communes de Gouberville, Gatteville et Tocqueville, qui ne se terminera qu'en 1842.

## Politique et administration
| Période                                  | Période   | Identité        | Étiquette | Qualité |
| ---------------------------------------- | --------- | --------------- | --------- | ------- |
| jan. 2016                                | juin 2016 | Régis Lericheux | SE        |         |
| juin 2016                                | mai 2020  | Antoine Ambrois | SE        |         |
| Les données manquantes sont à compléter. |           |                 |           |         |

Le conseil municipal était composé de onze membres dont le maire et un adjoint.

## Population et société
Les habitants de la commune sont appelés les Goubervillais.

### Démographie
En 2018, la commune comptait 121 habitants. Depuis 2004, les enquêtes de recensement dans les communes de moins de 10 000 habitants ont lieu tous les cinq ans (en 2005, 2010, 2015, etc. pour Gouberville) et les chiffres de population municipale légale des autres années sont des estimations.
Gouberville est la commune la moins peuplée du canton de Saint-Pierre-Église.
| 1793 | 1800 | 1806 | 1821 | 1831 | 1836 | 1841 | 1846 | 1851 |
| ---- | ---- | ---- | ---- | ---- | ---- | ---- | ---- | ---- |
| 316  | 371  | 427  | 421  | 392  | 391  | 380  | 385  | 359  |

| 1856 | 1861 | 1866 | 1872 | 1876 | 1881 | 1886 | 1891 | 1896 |
| ---- | ---- | ---- | ---- | ---- | ---- | ---- | ---- | ---- |
| 355  | 358  | 376  | 348  | 315  | 306  | 300  | 277  | 270  |

| 1901 | 1906 | 1911 | 1921 | 1926 | 1931 | 1936 | 1946 | 1954 |
| ---- | ---- | ---- | ---- | ---- | ---- | ---- | ---- | ---- |
| 258  | 270  | 231  | 232  | 246  | 211  | 205  | 195  | 191  |

| 1962 | 1968 | 1975 | 1982 | 1990 | 1999 | 2005 | 2010 | 2015 |
| ---- | ---- | ---- | ---- | ---- | ---- | ---- | ---- | ---- |
| 176  | 158  | 172  | 158  | 139  | 137  | 132  | 115  | 118  |

| 2018 | - | - | - | - | - | - | - | - |
| ---- | - | - | - | - | - | - | - | - |
| 121  | - | - | - | - | - | - | - | - |

## Culture locale et patrimoine

### Lieux et monuments
- Église Notre-Dame des XIIIe – XVIIIe siècles inscrite au titre des monuments historiques[24]. De l'ancienne église du XIIIe siècle il ne subsiste que le pignon ouest avec le portail et la fenêtre, la base de la tour et les trois fenêtres du chevet[25]. Son clocher placé à côté de la nef est surmonté d'une coupole à balustrades ajourée du XVIIIe. L'église qui a été en grande partie refaite au XVIIIe siècle comme en témoigne la date de 1738 portée au-dessus de l'entrée latérale. Le chœur est gothique. Elle abrite des fonts baptismaux du XIXe ainsi que les anciens fonts romans et une poutre de gloire.
- Ancien presbytère du XVIIe siècle, transformé en gîte communal[26].
- Chapelle privée, dans le cimetière près de l'église, de la famille de Martel de Janville[27].
- Statue de la Vierge.
- Château de Janville. Petit château bâtie en 1852, en lieu et place du manoir de Gouberville, selon les plans de l'architecte parisien Gilet. Sybille de Martel de Janvilole (Gyp) en hérita et y séjourna notamment pendant la guerre de 1870. Le manoir subit l'occupation allemande et brûla en 1941[28],[17].
- Fermes et maisons anciennes aux linteaux en granit datés des XVIIIe et XIXe siècles au hameau du Bas de la Rue.
- Ferme de Giberprey sur la droite entre l'église et le hameau du Haut de la Rue. Cet ancien manoir, lourdement remanié dans le courant du XXe siècle, a conservé néanmoins une structure et des éléments du XVIe siècle dont une petite échauguette[29].
- Logis sur cour et porche double du XVIe siècle, à Réville.
- Rive de la Couplière.
- Fontaine Babillette (source) au bord de la Couplière.

Pour mémoire
- Manoir de Gouberville du XVe siècle. Le manoir, qui a appartenu au sire Gilles Picot de Gouberville, à demi ruiné, a été rasé en 1852, et on érigea à sa place le petit château de Janville qui a accidentellement brûlé en 1941[28].

### Personnalités liées à la commune
- Gilles Picot, sieur de Gouberville (1521-1578), mémorialiste.
- Maurice Le Coutour (1914-), supercentenaire, doyen masculin des Français depuis le 1er juin 2024, y est né.